# Rachid Sfar

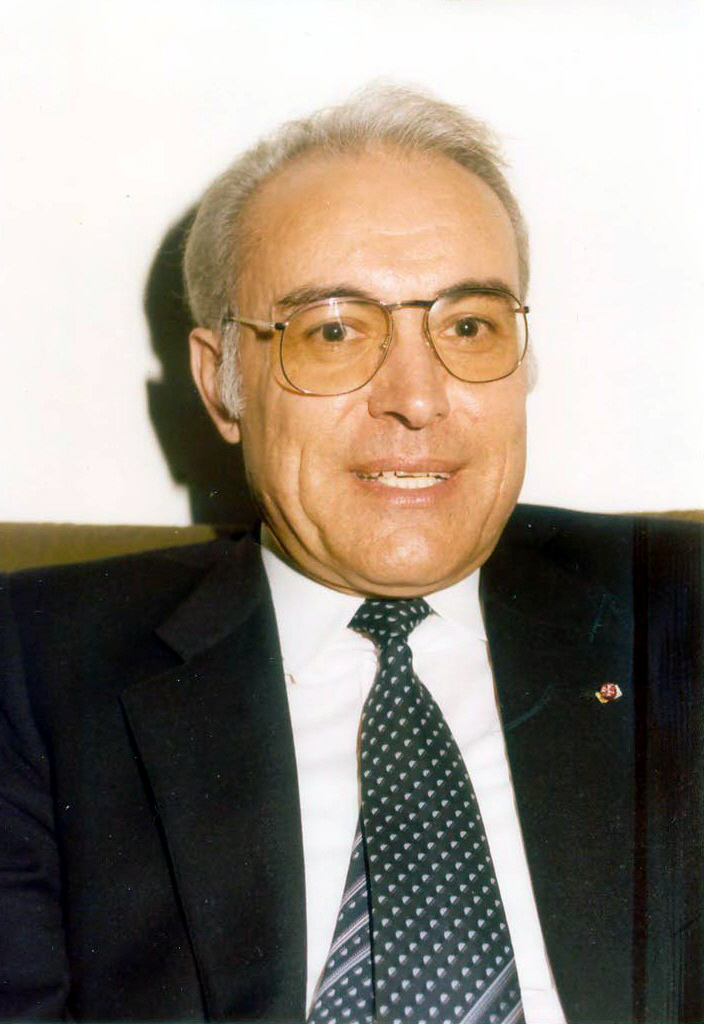
Rachid Sfar (1988)

Rachid Sfar (arabisch رشيد صفر Raschid Safar, DMG Rašīd Ṣafar; * 11. September 1933 in Mahdia, Tunesien; † 20. Juli 2023) war ein Politiker (Neo-Destur-Partei), politischer Schriftsteller und Premierminister.

## Studium und Tätigkeit als Finanzbeamter
Sein Vater Tahar Sfar war neben Habib Bourguiba 1934 einer der Mitgründer der Neo-Destur-Partei. Nach einem Studium der Literatur, Rechtswissenschaften und Wirtschaftswissenschaften an den Universitäten von Tunis und Paris sowie der Französischen Steuerakademie (École nationale des impôts) trat er in den 1960 Verwaltungsdienst des Finanzministeriums ein. 1974 stieg er schließlich zum Generalsekretär des Finanzministeriums auf.

## Minister unter Präsident Bourguiba
Zwischen 1977 und 1986 leitete Sfar dann verschiedene Ministerien. 1977 wurde er zunächst Industrieminister und dann 1979 Verteidigungsminister. 1980 wurde er Minister für öffentliche Gesundheit im Kabinett von Mohamed Mzali. Später übernahm er das Ministerium für Nationale Wirtschaft sowie 1986 das Amt des Finanzministers.

## Premierminister (1986 bis 1987)
Am 8. Juli 1986 wurde er von Präsident Habib Bourguiba als Nachfolger von Mohamed Mzali zum Premierminister ernannt. Als solcher sollte er für einen Haushaltsausgleich und eine Stärkung der Wirtschaft sorgen. Zu diesem Zeitpunkt war der Devisenbestand des Landes nahezu auf Null gesunken und die Wirtschaft stark geschwächt. Unter dem Druck Bourguibas und angesichts des Aufstiegs der islamistischen Bewegung stand damit nicht mehr die durch Mzali eingeleitete Normalisierung der Demokratie im Vordergrund der staatlichen Politik. Sfar trug durch die Berufung von Zine el-Abidine Ben Ali zum Innen- und Staatsminister zu dessen Aufstieg bei.
Nach etwas mehr als einjähriger Amtszeit wurde er dann am 2. Oktober 1987 durch Ben Ali als Premierminister abgelöst. Ben Ali beließ Sfar jedoch die Ämter in der ‚Parti Socialiste Destourien‘ (PSD) und der daraus später hervorgegangenen ‚Rassemblement constitutionnel démocratique‘ (RCD).

## Spätere politische Ämter
Von 1988 bis 1992 war er tunesischer Vertreter bei der Europäischen Gemeinschaft (EG). 1993 berief ihn Präsident Ben Ali zum Präsidenten einer Kommission zur Kontrolle der Verwaltung und der Finanzen. Ab 1997 erhielt er einen Pensionsanspruch als früherer Premierminister. Sfar gehörte bis zum 2005 der Kammer der Ratgeber, dem ‚Oberhaus‘ der tunesischen Nationalversammlung an.

## Veröffentlichungen
- Mondialisation, régulation et solidarité. Plaidoyer pour des réformes internationales et un programme de relance économique au profit de tous les pays. Paris 1999, ISBN 2-7384-7923-5
- En attente d’une volonté politique plus forte. In:  Confluences Méditerranée N°35 Automne 2000 (Memento vom 6. Juni 2010 im Internet Archive)